# Homo Fonkianz
Homo Fonkianz je čtvrté studiové album české skupiny J.A.R. Vydáno bylo v roce 1999 a jeho producentem byl lídr skupiny Roman Holý. Jedná se o první album kapely vydané labelem Sony Music/Bonton/Columbia a o první album nahrané v později ustáleném desetičlenném složení Holý, Klempíř, Viktořík, Bárta, Zbořil, Balzar, Chyška, Jelínek, Kašpar a Kop.[zdroj?]
Největší ohlas zřejmě vzbudil singl Bulháři, v jehož klipu stepováním hostovala zpěvačka Helena Vondráčková a proti němuž protestoval bulharský velvyslanec v Česku. V žebříčku 50 nejlepších českých alb historie rozhlasové stanice Expres FM se album umístilo na pátém místě.

## Seznam skladeb
| Pořadí | Název                                       | Hudba                                | Text                                 | Délka |
| ------ | ------------------------------------------- | ------------------------------------ | ------------------------------------ | ----- |
| 1.     | Homo fonkianz                               | Roman Holý                           | Anna Geislerová                      | 0:57  |
| 2.     | Už mizí pryč je … Hanka                     | Holý                                 | Oto Klempíř                          | 3:27  |
| 3.     | Pap muziek                                  | Holý                                 | Michael Viktořík, Dan Bárta, Klempíř | 2:53  |
| 4.     | Tokyo bowling                               | bez hudby                            | Klempíř                              | 0:25  |
| 5.     | Semiramis                                   | Holý                                 | Klempíř                              | 3:51  |
| 6.     | Neviděli mou funku                          | Holý, Dan Bárta                      | Klempíř, Bárta                       | 4:36  |
| 7.     | Co vezl Dawydow?                            | Holý                                 | Klempíř                              | 4:16  |
| 8.     | Chinin                                      | Miroslav Chyška, Filip Jelínek, Holý | instrumentální                       | 1:36  |
| 9.     | O lidech řekla Míša                         | Holý, Bárta                          | Bárta, Klempíř                       | 4:56  |
| 10.    | Bulháři                                     | Holý, Bárta                          | Klempíř                              | 4:58  |
| 11.    | Dizzydent                                   | Holý                                 | Klempíř                              | 3:44  |
| 12.    | B-Bus                                       | Holý, Bárta                          | Klempíř, Bárta                       | 4:11  |
| 13.    | Ty ho vidíš Otavo má                        | Holý                                 | Viktořík, Bárta                      | 5:16  |
| 14.    | Homo fonkianz eject                         | Holý                                 | Geislerová                           | 0:36  |
| 15.    | Dokáže basová kytara Fender usmířit národy? | Holý                                 | J.A.R.                               | 3:09  |
| 16.    | Ťo ti ťo                                    | Holý                                 | Klempíř                              | 2:59  |
| 17.    | Bylinkářův krám                             | tradicionál                          | Martin Šírek                         | 1:11  |
| 18.    | Heavy metal feelingz                        | Bárta                                | Bárta                                | 0:19  |

## Obsazení
- Roman Holý – elektrické piano, syntezátor, vokodér, varhany, kytara, perkuse, programování, zpěv
- Oto Klempíř – hlas
- Michael Viktořík – hlas
- Dan Bárta – zpěv, bicí
- Miroslav Chyška – kytara
- Filip Jelínek – pozoun, ruch
- František Kop – tenorsaxofon, klarinet
- Radek Kašpar – altsaxofon
- Robert Balzar – baskytara, kontrabas
- Kamil Paprčka – trubka
- Miroslav Surka – trubka
- Tomáš Křemenák – barytonsaxofon, flétna
- Karel Růžička mladší – altsaxofon
- Pavel Zbořil – bicí
- Martin Lehký – baskytara
- Oskar Rózsa – baskytara
- Helena Vondráčková – zpěv, step
- Eliška Džudžová – hlas
- Milada Schwartzkopfová – hlas
- Pavla Hloušková – hlas
- Zuzana Říhová – hlas